# Tiliacora gossweileri
Tiliacora gossweileri är en tvåhjärtbladig växtart som beskrevs av Arthur Wallis Exell. Tiliacora gossweileri ingår i släktet Tiliacora och familjen Menispermaceae. Inga underarter finns listade i Catalogue of Life.